# 香蜜公园
香蜜公园，原名农科公园，是地处中国广东省深圳市福田区的一所市政公园。

## 背景
香蜜公园的初期规划范围为深圳市福田05－03号片区香蜜湖路、红荔西路、农园路、侨香路之间的用地，在此之前已形成了农科中心花卉世界，形成了鲜花、盆栽、种子销售和展览的集散地。2003年规划在此地建立福田农业生态公园，2017年7月19日正式开园。

## 景点

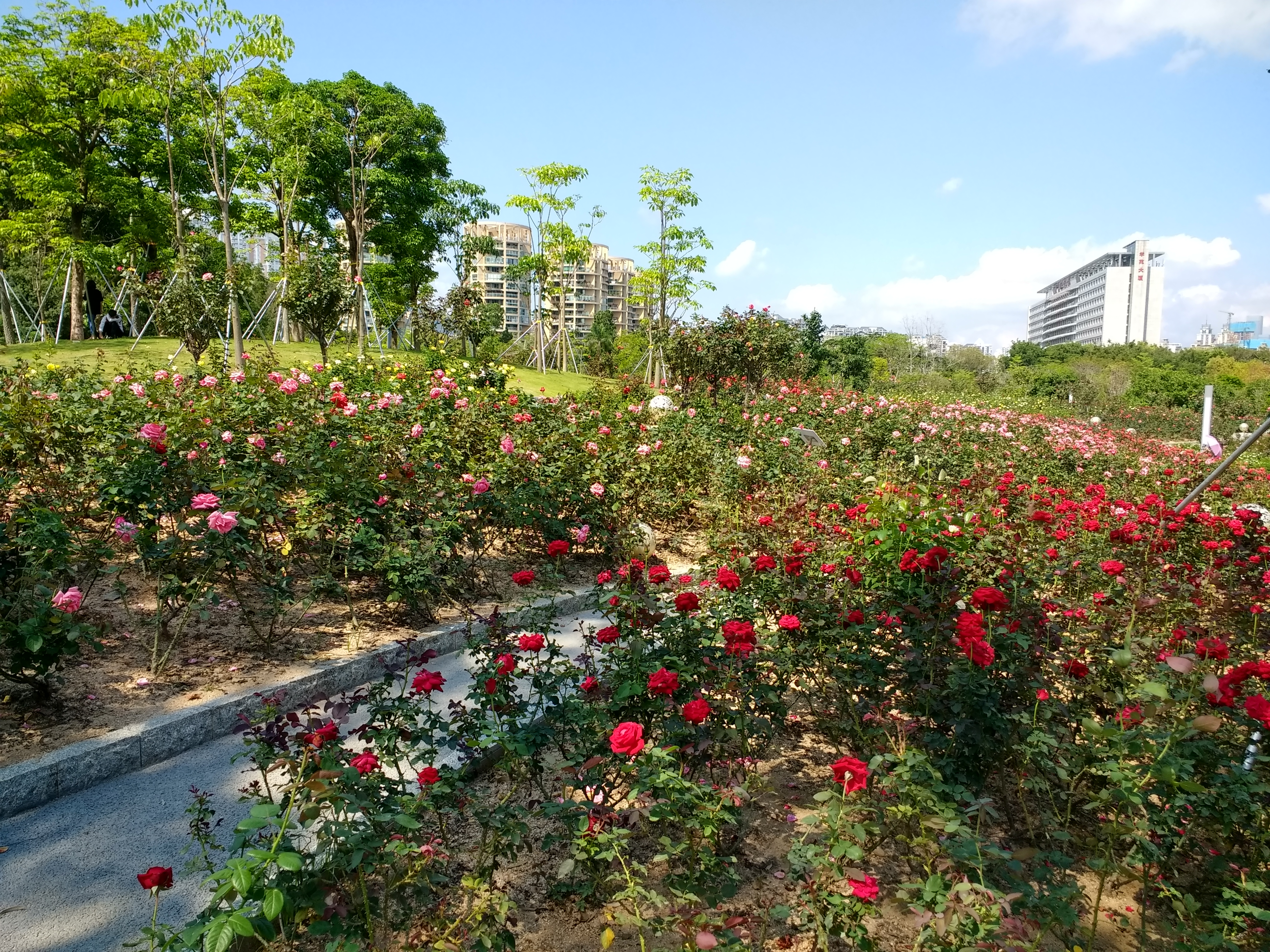
玫瑰园
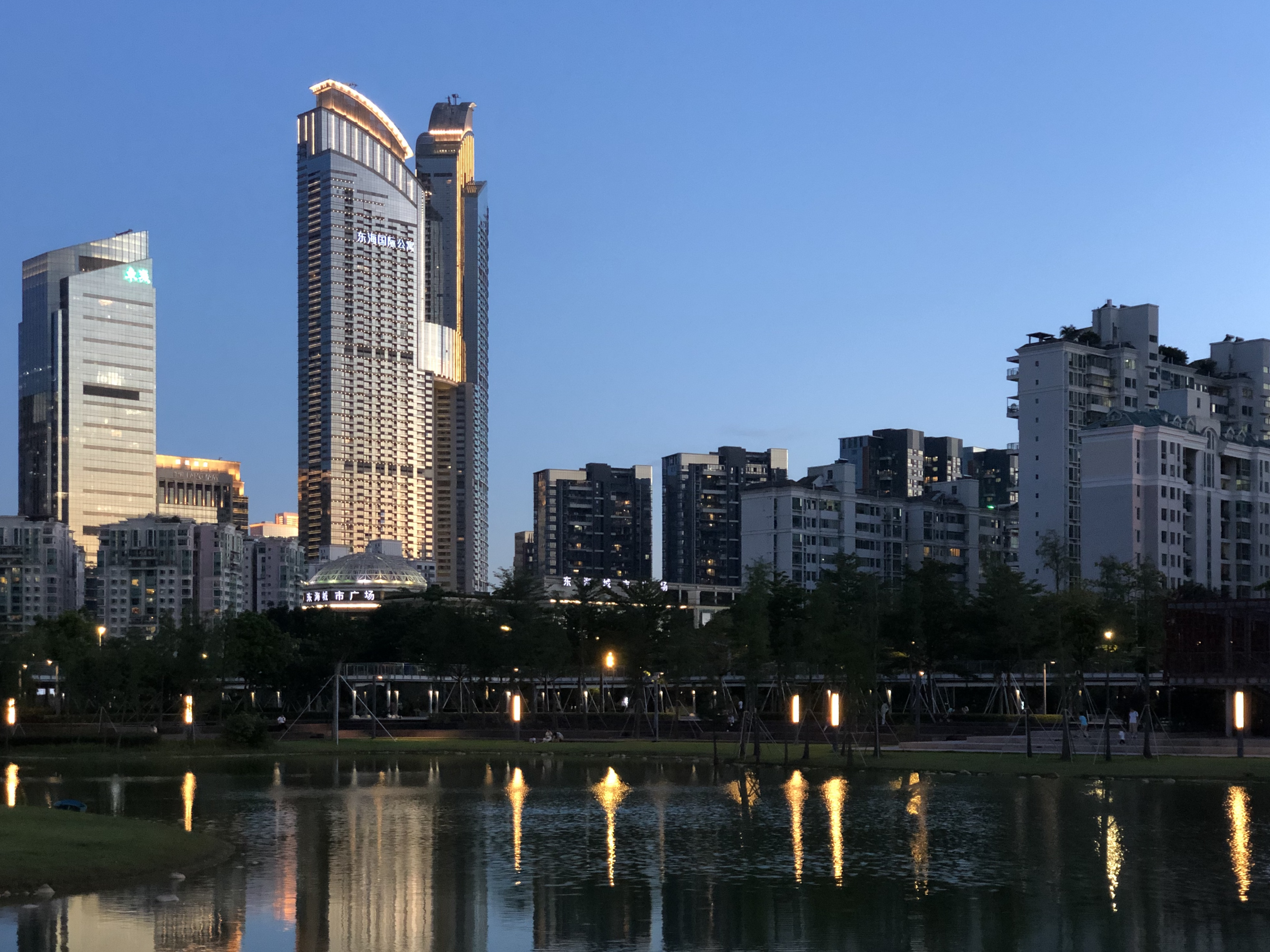
花香湖